# Laura Dahlmeier
Pour les articles homonymes, voir Dahlmeier.
Laura Dahlmeier est une biathlète allemande double championne olympique, née le 22 août 1993 à Garmisch-Partenkirchen et morte le 28 juillet 2025, sur le pic Laila (Pakistan).
Championne du monde de la poursuite à Oslo en 2016 où elle totalise cinq podiums, elle remporte lors des Mondiaux suivants à Hochfilzen cinq médailles d'or (relais mixte, relais féminin, individuel 15 km, poursuite, mass start) et une médaille d'argent (sprint) sur les six courses au programme. Dans l'histoire des championnats du monde, elle est la première biathlète à obtenir cinq médailles d'or sur une édition. Elle succède ensuite, côté allemand, à Magdalena Neuner en s'assurant définitivement à 23 ans la victoire au  classement général de la Coupe du monde 2016-2017, à l'issue de sa dixième victoire de la saison, dans la poursuite de Kontiolahti le 11 mars 2017.
Elle est sacrée championne olympique du sprint et de la poursuite à Pyeongchang en 2018, première biathlète à réaliser ce doublé dans les mêmes Jeux. Elle annonce sa décision de prendre sa retraite sportive à l'âge de 25 ans, le 17 mai 2019, avec un palmarès de trois médailles olympiques dont deux en or, quinze podiums aux championnats du monde dont sept titres, vingt-deux victoires et cinquante podiums individuels en Coupe du monde, un gros et deux petits globes de cristal. Reconvertie en guide de haute montagne, Laura Dahlmeier meurt victime d'un éboulement de pierres lors de l'ascension du pic Laila au Pakistan le 28 juillet 2025 ; sa mort est annoncée deux jours plus tard.

## Biographie

### Carrière de biathlète
Au cours de l'hiver 2013, Laura Dahlmeier fait sensation aux Championnats du monde junior d'Obertilliach en remportant trois titres sur l'individuel, le sprint et le relais, et une médaille d'argent sur la poursuite. Ces résultats lui valent d'être sélectionnée de dernière minute en équipe d'Allemagne en février 2013 pour les Championnats du monde de Nove Mesto, où elle est alignée sur le relais, sa première épreuve au plus haut niveau. Elle est la seule du relais allemand, qui finira 5e, à réaliser le sans faute (sans pioche) au tir. Elle dispute sa première course individuelle de Coupe du monde lors de l'étape suivante à Oslo-Holmenkollen en mars 2013, obtenant la septième place sur le sprint. Elle signe sa première victoire en relais à Sotchi une semaine plus tard et clôt la saison 2012-2013 à Khanty-Mansiïsk, avec deux nouveaux top 10 sur la poursuite et le départ en masse.
En 2014, elle participe aux Jeux olympiques de Sotchi, où elle se classe notamment treizième de l'individuel. Le 23 janvier 2015, la saison suivante, elle monte sur son premier podium individuel en Coupe du monde après une troisième place sur le sprint à Antholz. Lors de l'étape suivante à Nové Město, elle signe sa première victoire individuelle en Coupe du monde en s'imposant sur le sprint. Aux Championnats du monde 2015 disputés à la fin de l'hiver à Kontiolahti, elle décroche la médaille d'argent sur la poursuite. Elle remporte ensuite la mass-start finale de la Coupe du monde à Khanty-Mansiïsk pour finir la saison en beauté.

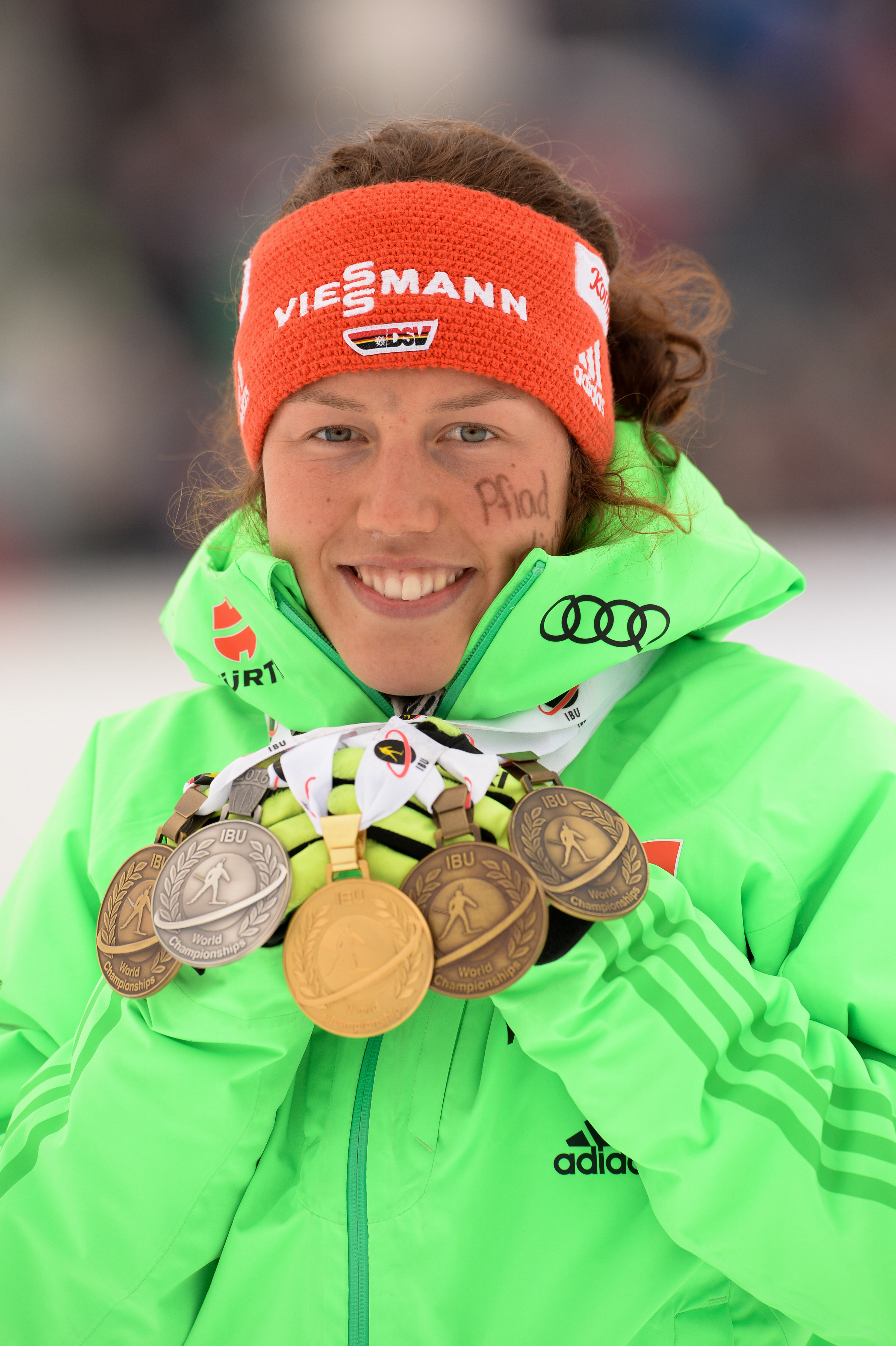
Laura Dahlmeier avec ses médailles des Championnats du monde de biathlon à Oslo en 2016.

Au cours de la saison de Coupe du monde 2015-2016, Laura Dahlmeier gagne à cinq reprises dont quatre fois en poursuite. Aux Championnats du monde de biathlon 2016 à Oslo-Holmenkollen elle remporte son premier titre mondial individuel (la poursuite) et est médaillée sur les trois autres épreuves individuelles ainsi qu'en relais.
Lors de l'hiver 2016-2017, elle est toujours placée en position de finisseuse du relais féminin allemand qui remporte trois victoires consécutives, et est présente sur les podiums dans toutes les disciplines du biathlon. Elle aborde ainsi les Championnats du monde de Hochfilzen 2017 avec le dossard de leader du classement général de la Coupe du monde. Lors de ces Mondiaux, Laura Dahlmeier commence par remporter l'or du relais mixte 2 x 6 + 2 x 7,5 km avec Vanessa Hinz, Arnd Peiffer et Simon Schempp, puis elle prend la deuxième place du sprint 7,5 km derrière Gabriela Koukalová, avant de s'imposer dans la poursuite 10 km, dans l'individuel 15 km, et en relais en compagnie de Vanessa Hinz, Maren Hammerschmidt et Franziska Hildebrand. Elle gagne enfin la Mass start le 19 février avec un 20 sur 20 au tir, concluant ses Mondiaux sur une cinquième médaille d'or, ce qu'aucune biathlète n'avait réalisé avant elle et qui est alors qualifié d'« exceptionnel »,. Laura Dahlmeier remporte ensuite au début du mois de mars les deux courses individuelles pré-olympiques disputées dans le stade de biathlon d'Alpensia, un an avant les Jeux olympiques de Pyeongchang, sans manquer une balle (10/10 sur le sprint et 20/20 sur la poursuite, qu'elle gagne notamment avec plus d'une minute d'avance). Elle se rapproche ainsi de son premier gros globe de cristal, forte de 112 points d'avance sur sa principale rivale, Gabriela Koukalová. Deuxième du sprint de Kontiolahti le 10 mars, elle gagne la poursuite le lendemain, son dixième succès de la saison, et s'assure ainsi la victoire finale au classement général de la Coupe du monde, pour la première fois, à 23 ans.
Dahlmeier déclare forfait pour la première étape de la Coupe du monde 2017-2018 à Östersund. Elle peine par la suite à retrouver son niveau de la saison passée mais parvient à s'imposer cependant sur deux sprints, au Grand-Bornand en décembre et à Antholz-Anterselva en janvier, peu avant de mettre le cap sur la Chine. Aux Jeux olympiques de Pyeongchang, elle connaît la consécration à 24 ans, les 10 et 12 février 2018, en remportant deux médailles d'or, sur le sprint et la poursuite. Elle complète sa moisson olympique par une médaille de bronze, sur l'individuel. Avec l'équipe d'Allemagne, elle manque toutefois le podium en relais et en relais mixte. Elle termine la saison à la 4e place du classement général de la Coupe du monde, cédant son gros globe à Kaisa Makarainen.
Laura Dahlmeier connaît divers problèmes physiques durant la période de préparation pour la Coupe du monde de biathlon 2018-2019, au point d'interrompre son entraînement en octobre. En conséquence, son encadrement annonce son forfait pour le premier trimestre de la Coupe du monde, soit les trois étapes de décembre (Pokljuka, Hochfilzen et Nove Mesto). Elle fait cependant son retour à la compétition plus tôt qu'annoncé en disputant le sprint de Nove Mesto le 21 décembre : elle s'y classe 2e avec une faute au tir, à quatre secondes de Marte Olsbu qui a réalisé le sans-faute et remporté la première victoire de sa carrière. Laura Dahlmeier remporte sa seule victoire de l'hiver et sa première mass-start depuis son titre mondial 2017 dans la spécialité, à Antholz le 27 janvier 2019. Cette victoire est la vingt-deuxième et dernière de sa carrière en Coupe du monde. Elle décroche ensuite deux nouvelles médailles de bronze sur le sprint et la poursuite lors des championnats du monde 2019 à Östersund pour porter son total à quinze médailles aux Mondiaux, dont sept titres.
Laura Dahlmeier annonce officiellement sa retraite sportive le 17 mai 2019 à seulement 25 ans.« Je ne ressens plus à 100 % la passion indispensable dans le sport professionnel. Pour cette raison, et après avoir longuement réfléchi, j'ai décidé de mettre fin à ma carrière de biathlète. », écrit-elle sur les réseaux sociaux.

### Après-carrière et mort
Laura Dahlmeier se réoriente dans l'alpinisme. En octobre 2019, elle annonce qu'elle est sélectionnée dans l'équipe nationale pour prendre part aux championnats du monde de course en montagne longue distance à Villa La Angostura, où elle termine 27e en 4 h 20 min 27 s. Elle présente en 2022 un film sur l'alpinisme intitulé United by Summit – From Biathlon to Extreme Climbing retraçant son ascension du mont Blanc.
Elle obtient en avril 2023 un diplôme de guide de haute montagne. Elle est également étudiante en sport à l'université technique de Munich.
Durant l'été 2025, elle se trouve  dans le massif du Karakoram au Pakistan. Le 8 juillet, elle réussit l'ascension de la grande tour de Trango. Le 28 juillet, elle est victime d'un éboulement de pierres alors qu’elle gravissait le pic Laila,. En raison des mauvaises conditions météorologiques et du risque d’éboulements rocheux, aucun sauvetage ne peut être entrepris sur zone ni par hélicoptère ni par l'équipe de secouristes réunie à cet effet. La sportive avait exprimé par écrit sa volonté que personne ne mette sa vie en danger pour la sauver en situation extrême, volonté que ses parents demandent de respecter. Une équipe de six secouristes peut finalement se mettre en route vers l'endroit de l'accident le 30 juillet, date de l'annonce de sa mort, en début d’après-midi, heure allemande. Son corps n'est pas retrouvé.

## Palmarès

### Jeux olympiques
| Édition \ Épreuve | Individuel                          | Sprint                         | Poursuite                      | Mass start | Relais | Relais mixte |
| ----------------- | ----------------------------------- | ------------------------------ | ------------------------------ | ---------- | ------ | ------------ |
| Sotchi 2014       | 13e                                 | 46e                            | 30e                            | —          | 11e    | DSQ,         |
| Pyeongchang 2018  | Médaille de bronze, Jeux olympiques | Médaille d'or, Jeux olympiques | Médaille d'or, Jeux olympiques | 16e        | 8e     | 4e           |

Légende :
- : première place, médaille d'or
- : deuxième place, médaille d'argent
- : troisième place, médaille de bronze
- — : non disputée
- DSQ : disqualifiée

### Championnats du monde
| Édition \ Épreuve | Individuel                | Sprint                    | Poursuite                 | Mass start               | Relais                    | Relais mixte         | Relais mixte simple              |
| ----------------- | ------------------------- | ------------------------- | ------------------------- | ------------------------ | ------------------------- | -------------------- | -------------------------------- |
| Nové Město 2013   | —                         | —                         | —                         | —                        | 5e                        | —                    | Épreuve inexistante à cette date |
| Kontiolahti 2015  | 6e                        | 4e                        | Médaille d'argent, monde  | 7e                       | Médaille d'or, monde      | —                    | Épreuve inexistante à cette date |
| Holmenkollen 2016 | Médaille de bronze, monde | Médaille de bronze, monde | Médaille d'or, monde      | Médaille d'argent, monde | Médaille de bronze, monde | —                    | Épreuve inexistante à cette date |
| Hochfilzen 2017   | Médaille d'or, monde      | Médaille d'argent, monde  | Médaille d'or, monde      | Médaille d'or, monde     | Médaille d'or, monde      | Médaille d'or, monde | Épreuve inexistante à cette date |
| Östersund 2019    | 4e                        | Médaille de bronze, monde | Médaille de bronze, monde | 6e                       | 4e                        | —                    | —                                |

Légende :
- : première place, médaille d'or
- : deuxième place, médaille d'argent
- : troisième place, médaille de bronze
- : pas d'épreuve
- — : non disputée

### Coupe du monde
- 1 gros globe de cristal en 2017.
- 2 petits globes de cristal :
  - Vainqueur du classement de la poursuite en 2017.
  - Vainqueur du classement de l'Individuel en 2017.
- 71 podiums[25] :
  - 50 podiums individuels : 22 victoires, 17 deuxièmes places et 11 troisièmes places.
  - 18 podiums en relais : 12 victoires, 3 deuxièmes places et 3 troisièmes places.
  - 2 podiums en relais mixte : 1 victoire et 1 deuxième place.
  - 1 podium en relais mixte simple : 1 troisième place.

#### Classements en Coupe du monde
| Saison    | Individuel | Individuel | Individuel | Sprint  | Sprint | Sprint   | Poursuite | Poursuite | Poursuite | Mass start | Mass start | Mass start | Général | Général | Général  |
| Saison    | Courses    | Points     | Position   | Courses | Points | Position | Courses   | Points    | Position  | Courses    | Points     | Position   | Courses | Points  | Position |
| --------- | ---------- | ---------- | ---------- | ------- | ------ | -------- | --------- | --------- | --------- | ---------- | ---------- | ---------- | ------- | ------- | -------- |
| 2012-2013 | 1 / 3      | -          | n.c.       | 3 / 10  | 101    | 32e      | 2 / 9     | 69        | 36e       | 2 / 5      | 50         | 29e        | 8 / 27  | 220     | 35e      |
| 2013-2014 | 3 / 4      | 55         | 12e        | 7 / 9   | 139    | 23e      | 6 / 8     | 145       | 14e       | 4 / 5      | 73         | 14e        | 20 / 26 | 412     | 15e      |
| 2014-2015 | 2 / 3      | 81         | 8e         | 7 / 10  | 292    | 8e       | 5 / 7     | 224       | 4e        | 3 / 5      | 128        | 12e        | 17 / 25 | 725     | 8e       |
| 2015-2016 | 2 / 3      | 80         | 10e        | 6 / 9   | 213    | 9e       | 4 / 8     | 265       | 5e        | 5 / 5      | 228        | 3e         | 17 / 25 | 786     | 6e       |
| 2016-2017 | 3 / 3      | 180        | 1re        | 8 / 9   | 372    | 2e       | 8 / 9     | 405       | 1re       | 5 / 5      | 254        | 2e         | 24 / 26 | 1211    | 1re      |
| 2017-2018 | 1 / 2      | -          | n.c.       | 7 / 8   | 252    | 4e       | 6 / 7     | 271       | 3e        | 5 / 5      | 207        | 2e         | 19 / 22 | 730     | 4e       |
| 2018-2019 | 2 / 3      | 75         | 9e         | 5 / 9   | 191    | 10e      | 4 / 8     | 163       | 14e       | 4 / 5      | 125        | 13e        | 15 / 25 | 554     | 12e      |

#### Détail des victoires
| Saison \ Épreuve | Individuel                                            | Sprint               | Poursuite                                                 | Mass start               | Total |
| 2014-2015        |                                                       | Nové Město           |                                                           | Khanty-Mansiïsk          | 2     |
| 2015-2016        |                                                       |                      | Hochfilzen Pokljuka Ruhpolding Holmenkollen (Ch du monde) | Ruhpolding 1             | 5     |
| 2016-2017        | Östersund Antholz-Anterselva Hochfilzen (Ch du monde) | Pokljuka Pyeongchang | Pokljuka Hochfilzen (Ch du monde) Pyeongchang Kontiolahti | Hochfilzen (Ch du monde) | 10    |
| 2017-2018        |                                                       | Pyeongchang (J.O)    | Le Grand-Bornand Antholz-Anterselva Pyeongchang (J.O)     |                          | 4     |
| 2018-2019        |                                                       |                      |                                                           | Antholz-Anterselva       | 1     |
| Total            | 3                                                     | 4                    | 11                                                        | 4                        | 22    |

#### Résultats détaillés en Coupe du monde
| Résultats détaillés en Coupe du monde | Résultats détaillés en Coupe du monde | Résultats détaillés en Coupe du monde | Résultats détaillés en Coupe du monde | Résultats détaillés en Coupe du monde | Résultats détaillés en Coupe du monde | Résultats détaillés en Coupe du monde | Résultats détaillés en Coupe du monde | Résultats détaillés en Coupe du monde | Résultats détaillés en Coupe du monde | Résultats détaillés en Coupe du monde | Résultats détaillés en Coupe du monde | Résultats détaillés en Coupe du monde | Résultats détaillés en Coupe du monde | Résultats détaillés en Coupe du monde | Résultats détaillés en Coupe du monde | Résultats détaillés en Coupe du monde | Résultats détaillés en Coupe du monde | Résultats détaillés en Coupe du monde | Résultats détaillés en Coupe du monde | Résultats détaillés en Coupe du monde | Résultats détaillés en Coupe du monde | Résultats détaillés en Coupe du monde | Résultats détaillés en Coupe du monde | Résultats détaillés en Coupe du monde | Résultats détaillés en Coupe du monde | Résultats détaillés en Coupe du monde | Résultats détaillés en Coupe du monde | Résultats détaillés en Coupe du monde | Résultats détaillés en Coupe du monde | Résultats détaillés en Coupe du monde |
| Saison                                | 1                                     | 2                                     | 3                                     | 4                                     | 5                                     | 6                                     | 7                                     | 8                                     | 9                                     | 10                                    | 11                                    | 12                                    | 13                                    | 14                                    | 15                                    | 16                                    | 17                                    | 18                                    | 19                                    | 20                                    | 21                                    | 22                                    | 23                                    | 24                                    | 25                                    | 26                                    | 27                                    | Courses                               | Points                                | Classement                            |
| ------------------------------------- | ------------------------------------- | ------------------------------------- | ------------------------------------- | ------------------------------------- | ------------------------------------- | ------------------------------------- | ------------------------------------- | ------------------------------------- | ------------------------------------- | ------------------------------------- | ------------------------------------- | ------------------------------------- | ------------------------------------- | ------------------------------------- | ------------------------------------- | ------------------------------------- | ------------------------------------- | ------------------------------------- | ------------------------------------- | ------------------------------------- | ------------------------------------- | ------------------------------------- | ------------------------------------- | ------------------------------------- | ------------------------------------- | ------------------------------------- | ------------------------------------- | ------------------------------------- | ------------------------------------- | ------------------------------------- |
| 2012-2013                             |                                       |                                       |                                       |                                       |                                       |                                       |                                       |                                       |                                       |                                       |                                       |                                       |                                       |                                       | .                                     | .                                     | .                                     | .                                     |                                       |                                       |                                       |                                       |                                       |                                       |                                       |                                       |                                       | 7 / 26                                | 220                                   | 35e                                   |
| 2012-2013                             | IN                                    | SP                                    | PU                                    | SP                                    | PU                                    | SP                                    | PU                                    | MS                                    | SP                                    | PU                                    | SP                                    | MS                                    | SP                                    | PU                                    | SP                                    | PU                                    | IN                                    | MS                                    | SP 7e                                 | PU 10e                                | MS 27e                                | IN N.P.                               | SP 7e                                 | SP 12e                                | PU 6e                                 | MS 7e                                 |                                       | 7 / 26                                | 220                                   | 35e                                   |
| 2013-2014                             |                                       |                                       |                                       |                                       |                                       |                                       |                                       |                                       |                                       |                                       |                                       |                                       |                                       |                                       | .                                     | .                                     | .                                     | .                                     |                                       |                                       |                                       |                                       |                                       |                                       |                                       |                                       |                                       | 17 / 22                               | 412                                   | 15e                                   |
| 2013-2014                             | IN 13e                                | SP 30e                                | PU Ann.                               | SP 15e                                | PU 25e                                | SP 10e                                | PU 5e                                 | SP                                    | PU                                    | MS 19e                                | IN 14e                                | PU 18e                                | SP 20e=                               | PU 7e                                 | SP 45e                                | PU 29e                                | IN 13e                                | MS                                    | SP 22e                                | PU 43e                                | MS 28e                                | SP                                    | SP                                    | PU                                    | SP 10e                                | PU 11e                                | MS 6e                                 | 17 / 22                               | 412                                   | 15e                                   |
| 2014-2015                             |                                       |                                       |                                       |                                       |                                       |                                       |                                       |                                       |                                       |                                       |                                       |                                       |                                       |                                       |                                       |                                       |                                       |                                       | .                                     | .                                     | .                                     | .                                     |                                       |                                       |                                       |                                       |                                       | 17 / 25                               | 725                                   | 8e                                    |
| 2014-2015                             | IN                                    | SP                                    | PU                                    | SP                                    | PU                                    | SP 9e                                 | PU 5e                                 | MS 9e                                 | SP                                    | MS                                    | SP 40e                                | MS                                    | SP 3e                                 | PU 13e                                | SP 1er                                | PU 3e                                 | IN 4e                                 | SP 2e                                 | SP 4e                                 | PU 2e                                 | IN 6e                                 | MS 7e                                 | SP 2e                                 | PU 2e                                 | MS 1er                                |                                       |                                       | 17 / 25                               | 725                                   | 8e                                    |
| 2015-2016                             |                                       |                                       |                                       |                                       |                                       |                                       |                                       |                                       |                                       |                                       |                                       |                                       |                                       |                                       |                                       |                                       |                                       |                                       |                                       | .                                     | .                                     | .                                     | .                                     |                                       |                                       |                                       |                                       | 18 / 25                               | 786                                   | 6e                                    |
| 2015-2016                             | IN                                    | SP                                    | PU                                    | SP 6e                                 | PU 1er                                | SP 2e                                 | PU 1er                                | MS 11e                                | SP 4e                                 | PU 1er                                | MS 1er                                | IN 9e                                 | MS 3e                                 | SP                                    | PU                                    | SP 16e                                | MS 7e                                 | SP                                    | PU                                    | SP 3e                                 | PU 1er                                | IN 3e                                 | MS 2e                                 | SP 36e                                | PU 16e                                | MS Ann.                               |                                       | 18 / 25                               | 786                                   | 6e                                    |
| 2016-2017                             |                                       |                                       |                                       |                                       |                                       |                                       |                                       |                                       |                                       |                                       |                                       |                                       |                                       |                                       |                                       | .                                     | .                                     | .                                     | .                                     |                                       |                                       |                                       |                                       |                                       |                                       |                                       |                                       | 24 / 26                               | 1211                                  | 1er                                   |
| 2016-2017                             | IN 1er                                | SP 4e                                 | PU 2e                                 | SP 1er                                | PU 1er                                | SP 4e                                 | PU 7e                                 | MS 2e                                 | SP                                    | PU                                    | MS 2e                                 | SP 3e                                 | PU 4e                                 | IN 1er                                | MS 2e                                 | SP 2e                                 | PU 1er                                | IN 1er                                | MS 1er                                | SP 1er                                | PU 1er                                | SP 2e                                 | PU 1er                                | SP 31e                                | PU 9e                                 | MS 9e                                 |                                       | 24 / 26                               | 1211                                  | 1er                                   |
| 2017-2018                             |                                       |                                       |                                       |                                       |                                       |                                       |                                       |                                       |                                       |                                       |                                       |                                       |                                       |                                       |                                       | .                                     | .                                     | .                                     | .                                     |                                       |                                       |                                       |                                       |                                       |                                       |                                       |                                       | 19 / 22                               | 730                                   | 4e                                    |
| 2017-2018                             | IN                                    | SP                                    | PU                                    | SP 16e                                | PU 10e                                | SP 2e                                 | PU 1er                                | MS 3e                                 | SP 13e                                | PU 7e                                 | IN 48e                                | MS 2e                                 | SP 2e                                 | PU 1er                                | MS 5e                                 | SP 1er                                | PU 1er                                | IN 3e                                 | MS 16e                                | SP 5e                                 | MS 7e                                 | SP 28e                                | PU 7e                                 | SP 6e                                 | PU 3e                                 | MS 12e                                |                                       | 19 / 22                               | 730                                   | 4e                                    |
| 2018-2019                             |                                       |                                       |                                       |                                       |                                       |                                       |                                       |                                       |                                       |                                       |                                       |                                       |                                       |                                       |                                       |                                       |                                       |                                       |                                       | .                                     | .                                     | .                                     | .                                     |                                       |                                       |                                       |                                       | 15 / 25                               | 554                                   | 12e                                   |
| 2018-2019                             | IN                                    | SP                                    | PU                                    | SP                                    | PU                                    | SP 2e                                 | PU 5e                                 | MS                                    | SP                                    | PU                                    | SP 9e                                 | MS 30e                                | SP 4e                                 | PU 2e                                 | MS 1er                                | SI 9e                                 | SP Ann.                               | SP                                    | PU                                    | SP 3e                                 | PU 3e                                 | IN 4e                                 | MS 6e                                 | SP 27e                                | PU 20e                                | MS 16e                                |                                       | 15 / 25                               | 554                                   | 12e                                   |

### Championnats du monde juniors
- Médaille d'or du sprint, de l'Individuel et du relais en 2013 à Obertilliach
- Médaille d'argent de la poursuite en 2013
- Médaille de bronze de la poursuite et du relais en 2011 à Nové Město na Moravě